# Grayling (Michigan)
Grayling è un comune degli Stati Uniti d'America, situato nello Stato del Michigan, nella contea di Crawford, della quale è il capoluogo ed è l'unica città della contea.